# Patrick Berg
Patrick Berg (Bodø, 24 de noviembre de 1997) es un futbolista noruego que juega de centrocampista en el F. K. Bodø/Glimt de la Eliteserien.

## Trayectoria
Empezó su carrera en 2014 con el F. K. Bodø/Glimt. En 2020 y 2021 ganó la Eliteserien, siendo el capitán y el mejor jugador del campeonato en este último año. Tras estos éxitos fue traspasado al Racing Club de Lens, equipo con el que firmó un contrato hasta junio de 2026. Sin embargo, tras unos meses en Francia en los que jugó 19 partidos, regresó al F. K. Bodø/Glimt en agosto de 2022.

## Selección nacional
Berg fue internacional sub-17, sub-18 y sub-19 con la selección de fútbol de Noruega.
En septiembre de 2020 fue convocado por primera vez con la selección absoluta para el partido de clasificación para la Eurocopa 2020 frente a la selección de fútbol de Serbia y para los partidos de la Liga de Naciones de la UEFA 2020-21 frente a la selección de fútbol de Rumania y la selección de fútbol de Irlanda del Norte. Tuvo que esperar hasta el 24 de marzo de 2021 para debutar, jugando la segunda parte del encuentro de clasificación para el Mundial de 2022 ante Gibraltar.

## Clubes
| Club             | País    | Año       |
| ---------------- | ------- | --------- |
| F. K. Bodø/Glimt | Noruega | 2014-2021 |
| R. C. Lens       | Francia | 2021-2022 |
| F. K. Bodø/Glimt | Noruega | 2022-     |

## Palmarés

### Títulos nacionales
| Título      | Club             | País    | Año  |
| ----------- | ---------------- | ------- | ---- |
| Eliteserien | F. K. Bodø/Glimt | Noruega | 2020 |
| Eliteserien | F. K. Bodø/Glimt | Noruega | 2021 |
| Eliteserien | F. K. Bodø/Glimt | Noruega | 2023 |
| Eliteserien | F. K. Bodø/Glimt | Noruega | 2024 |